# Propaganda de atrocidades
A propaganda de atrocidades é a divulgação de informações sobre crimes cometidos por um inimigo, que podem ser reais, mas muitas vezes inclui ou apresenta invenções ou exageros deliberados. Isso pode envolver fotografias, vídeos, ilustrações, entrevistas e outras formas de apresentação de informações ou denúncias.
A natureza inerentemente violenta da guerra significa que o exagero e a invenção de atrocidades muitas vezes se tornam o principal elemento da propaganda. O patriotismo muitas vezes não é suficiente para fazer as pessoas odiarem o inimigo, e a propaganda também é necessária. "Tão grandes são as resistências psicológicas à guerra nas nações modernas", escreveu Harold Lasswell, "que toda guerra deve parecer uma guerra de defesa contra um agressor ameaçador e assassino. Não deve haver ambiguidade sobre quem o público deve odiar". O testemunho humano pode não ser confiável mesmo em circunstâncias comuns, mas em tempos de guerra pode ser ainda mais confuso por preconceitos, sentimentos e patriotismo equivocado.
Segundo Paul Linebarger, a propaganda de atrocidades leva a atrocidades reais, pois incita o inimigo a cometer mais atrocidades e aumenta as chances de o próprio lado cometer atrocidades, em vingança pelas relatadas na propaganda. A propaganda de atrocidades também pode levar o público a desconfiar de relatos de atrocidades reais. Em janeiro de 1944, Arthur Koestler escreveu sobre sua frustração ao tentar comunicar o que havia testemunhado na Europa ocupada pelos nazistas: o legado de histórias antialemãs durante a Primeira Guerra Mundial, muitas das quais foram desmascaradas nos anos do pós-guerra, significavam que esses relatos foram recebidos com uma quantidade considerável de ceticismo.
Como a propaganda, rumores de atrocidades detalhando crimes exagerados ou inventados perpetrados por inimigos também circulam para difamar o lado oposto. A aplicação da propaganda de atrocidades não se limita a tempos de conflito, mas pode ser implementada para influenciar a opinião pública e criar um casus belli para declarar guerra.

## História de atrocidade
No contexto de seitas e apostasia o termo história de atrocidade, também referido como conto de atrocidade, conforme definido pelos sociólogos estadunidenses David G. Bromley e Anson D. Shupe, refere-se à apresentação simbólica de ações ou eventos (reais ou imaginários) em um contexto tal que são feitos de forma flagrante para violar as premissas (presumivelmente) compartilhadas sobre as quais um determinado conjunto de relações sociais deve ser conduzido. A recontagem de tais contos pretende ser um meio de reafirmar os limites normativos. Ao compartilhar a desaprovação ou horror do repórter, uma audiência reafirma a prescrição normativa e situa claramente o infrator além dos limites da moralidade pública. O termo foi cunhado em 1979 por Bromley, Shupe e Joseph Ventimiglia.
Bromley et al. definem uma atrocidade como um evento que é percebido como uma violação flagrante de um valor fundamental. Ele contém os três seguintes elementos:
1. indignação ou desrespeito moral;
2. autorização de medidas punitivas;
3. mobilização de esforços de controle contra os aparentes perpetradores.

A veracidade da história é considerada irrelevante.
O termo foi cunhado por Stimson e Webb ao discutir as maneiras pelas quais os pacientes falam sobre os médicos. Também tem sido aplicado em contextos de saúde para examinar a forma como tais histórias são usadas para afirmar e defender o caráter de uma ocupação contra reivindicações ilegítimas a seu trabalho ou posição social.

## Técnicas
Ao estabelecer uma mentira como base e pintar o inimigo como um monstro, a propaganda de atrocidades serve como uma função de inteligência, uma vez que desperdiça o tempo e os recursos dos serviços de contrainteligência do inimigo para se defender. O objetivo dos propagandistas é influenciar percepções, atitudes, opiniões e políticas; muitas vezes visando funcionários em todos os níveis de governo. A propaganda de atrocidades é violenta, sombria e retrata a desgraça para ajudar a irritar e entusiasmar o público. Desumaniza o inimigo, tornando-o mais fácil de matar. As guerras tornaram-se mais sérias e menos cavalheirescas; o inimigo deve agora ser considerado não apenas um homem, mas um fanático. Assim, "a falsidade é uma arma reconhecida e extremamente útil na guerra, e todo país a usa deliberadamente para enganar seu próprio povo, atrair pessoas neutras e enganar o inimigo". Harold Lasswell viu isso como uma regra útil para despertar o ódio, e que "se no início as pessoas não se enfurecerem, use uma atrocidade. Tem sido empregado com sucesso invariável em todos os conflitos conhecidos pelo homem".
A extensão e a devastação da Primeira Guerra Mundial exigiram que as nações mantivessem o moral elevado. A propaganda foi usada para mobilizar o ódio contra o inimigo, convencer a população da justiça de sua própria causa, obter o apoio ativo e a cooperação de países neutros e fortalecer o apoio de seus aliados. O objetivo era fazer o inimigo parecer selvagem, bárbaro e desumano.

## Propaganda de atrocidades na história

### Antes do século XX

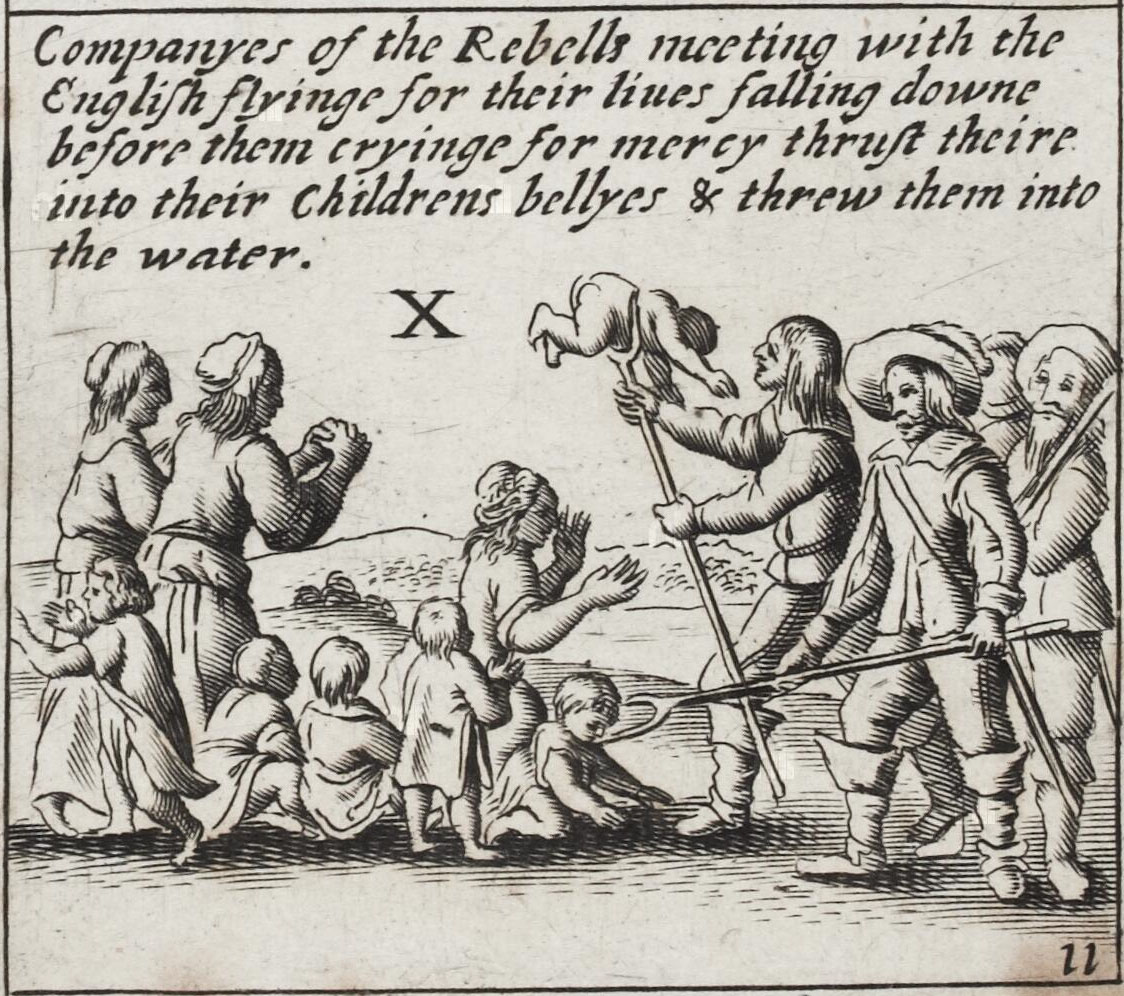
Relatos de atrocidades irlandesas durante a Rebelião de 1641 são agora descartados como propaganda, mas levaram a verdadeiros massacres

Em um sermão em Clermont durante as Cruzadas, Urbano II justificou a guerra contra o Islã alegando que o inimigo "devastou as igrejas de Deus nas províncias orientais, circuncidaram homens cristãos, violaram mulheres e realizaram a tortura mais indescritível antes de matá-los ". O sermão de Urbano II conseguiu mobilizar o entusiasmo popular em apoio à Cruzada Popular.
Contos lúgubres que pretendiam desvendar as atrocidades dos judeus contra os cristãos eram difundidos durante a Idade Média. A acusação contra os judeus de sequestrar e assassinar crianças cristãs para consumir seu sangue durante a Páscoa ficou conhecida como libelo de sangue.
No século XVII, a imprensa inglesa fabricou descrições gráficas de atrocidades supostamente cometidas por católicos irlandeses contra protestantes ingleses, incluindo a tortura de civis e o estupro de mulheres. O público inglês reagiu a essas histórias com pedidos de severas represálias. Durante a rebelião irlandesa de 1641, relatos lúgubres de atrocidades, inclusive de mulheres grávidas que eram rasgadas e tinham seus bebês arrancados, forneceram a Oliver Cromwell a justificativa para sua subsequente chacina de rebeldes irlandeses derrotados.
Em 1782, Benjamin Franklin escreveu e publicou um artigo pretendendo revelar uma carta entre um agente britânico e o governador do Canadá, listando atrocidades supostamente perpetradas por aliados nativos americanos da Grã-Bretanha contra colonos, incluindo relatos detalhados do escalpelamento de mulheres e crianças. O relato foi uma invenção publicada na expectativa de que seria reimpresso por jornais britânicos e, portanto, influenciar a opinião pública britânica a favor da paz com os Estados Unidos.
Após o rebelião Indiana de 1857, começaram a circular na imprensa britânica e colonial histórias de atrocidades, especialmente estupros de mulheres europeias em lugares como Kanpur; um inquérito oficial posterior não encontrou nenhuma evidência para qualquer uma das alegações.
Na preparação para a Guerra Hispano-Americana, Pulitzer e Hearst publicaram histórias de atrocidades espanholas contra cubanos. Embora ocasionalmente sejam verdade, a maioria dessas histórias eram invenções destinadas a aumentar as vendas.

### Século XX

#### Primeira Guerra Mundial
Foi relatado que cerca de trinta a trinta e cinco soldados alemães entraram na casa de David Tordens, um carroceiro, em Zemst; eles o amarraram, e depois cinco ou seis deles agrediram e violaram ele na presença de sua filha de treze anos, e depois penduraram ela em suas baionetas. Após esta horrível ação, eles mataram seu filho de nove anos de idade com a baioneta e depois atiraram em sua esposa.

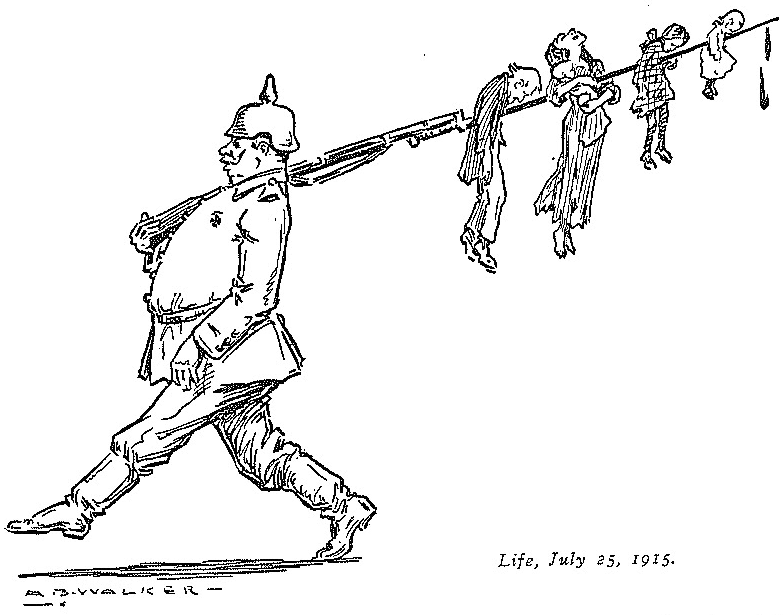
Histórias de soldados alemães empalando crianças em suas baionetas foram baseadas em evidências extremamente frágeis

A propaganda de atrocidades foi difundida durante a Primeira Guerra Mundial, quando foi usada por todos os beligerantes, desempenhando um papel importante na criação da onda de patriotismo que caracterizou os estágios iniciais da guerra. A propaganda britânica é considerada como tendo feito o uso mais extensivo de atrocidades fictícias para promover o esforço de guerra.
Uma dessas histórias era que soldados alemães estavam deliberadamente mutilando bebês belgas cortando suas mãos, em algumas versões até mesmo comendo-os. Relatos de testemunhas oculares contaram ter visto um bebê mutilado de forma semelhante. Como Arthur Ponsonby apontou mais tarde, na realidade, seria muito improvável que um bebê sobrevivesse a feridas semelhantes sem atenção médica imediata.
Outra história de atrocidade envolveu um soldado canadense que supostamente havia sido crucificado com baionetas pelos alemães (veja O Soldado Crucificado [en]). Muitos canadenses afirmaram ter testemunhado o evento, mas todos forneceram uma versão diferente de como aconteceu. O alto comando canadense investigou o assunto, concluindo que era falso.
Outros relatos circularam de mulheres belgas, muitas vezes freiras, que tiveram seus seios cortados pelos alemães. Uma história sobre fábricas de cadáveres alemãs [en], onde corpos de soldados alemães eram supostamente transformados em glicerina para armas ou em comida para porcos e aves, foi publicada em um artigo da Times em 17 de abril de 1917. Nos anos do pós-guerra, investigações na Grã-Bretanha e na França revelaram que essas histórias eram falsas.
Em 1915, o governo britânico pediu ao Visconde Bryce, um dos historiadores contemporâneos mais conhecidos, para chefiar o Comitê de Alegados Ultrajes Alemães, que investigaria as alegações de atrocidades. O relatório pretendia provar muitas das alegações e foi amplamente publicado nos Estados Unidos, onde contribuiu para convencer o público estadunidense a entrar na guerra. Poucos na época criticaram a precisão do relatório. Após a guerra, os historiadores que procuraram examinar a documentação do relatório foram informados de que os arquivos haviam desaparecido misteriosamente. A correspondência entre os membros do comitê revelou que eles realmente tinham sérias dúvidas sobre a credibilidade das histórias investigadas.
Jornais alemães publicaram alegações de que armênios estavam assassinando muçulmanos na Turquia. Vários jornais relataram que 150 000 muçulmanos foram assassinados por armênios na província de Vã. Um artigo sobre a Revolução de 1908 (às vezes chamada de "despertar nacional turco") publicado por um jornal alemão acusou os "otomanos da tribo cristã" (ou seja, os armênios) de pegar em armas após a revolução e matar muçulmanos.

#### Segunda Guerra Mundial
Durante a Segunda Guerra Mundial, a propaganda de atrocidades não foi usada na mesma escala que na Primeira Guerra Mundial, pois já havia sido desacreditada por seu uso durante o conflito anterior. Houve exceções em alguns filmes de propaganda, como Hitler's Children, Women in Bondage e Enemy of Women, que retratavam os alemães (em oposição a apenas nazistas) como inimigos da civilização, abusando das mulheres e dos inocentes. Hitler's Children é agora chamado de "lúgubre", enquanto Women in Bondage é descrito como um filme exploitation de baixo orçamento; Enemy of Women contém um aviso de que "tudo no filme é verdade", mas os fatos são frequentemente distorcidos ou sensacionalistas.
No entanto, os alemães muitas vezes afirmavam que as descrições amplamente precisas das atrocidades alemãs eram apenas "propaganda de atrocidades" e alguns líderes ocidentais hesitavam em acreditar nos primeiros relatos das atrocidades nazistas, especialmente na existência de campos de concentração, campos de extermínio e os muitos massacres perpetrados por tropas alemãs e pelo Einsatzgruppen da SS durante a guerra. Winston Churchill e Franklin Roosevelt sabiam através de interceptações de rádio via Bletchley Park que tais massacres eram generalizados na Europa Oriental à medida que a guerra avançava, especialmente na Polônia. Além disso, a existência de campos de concentração como Dachau era bem conhecida na Alemanha e em todo o mundo como resultado da própria propaganda alemã, assim como muitas exposições por fugitivos e outros a partir de 1933. Sua descoberta no final da guerra chocou muitos no ocidente, especialmente Bergen-Belsen e Dachau por soldados aliados. Os julgamentos de Nuremberga em 1945/6 confirmaram a extensão do genocídio, experimentação médica nazista, massacres e tortura em uma escala muito ampla. Os julgamentos posteriores de Nuremberg produziram evidências abundantes de atrocidades cometidas contra prisioneiros e cativos.
Os próprios alemães fizeram uso pesado de propaganda de atrocidades, tanto antes quanto durante a guerra. A violência entre alemães étnicos e os poloneses, como o massacre do Domingo Sangrento de 1939, foi caracterizada como um massacre bárbaro da população alemã pelos poloneses subumanos, e usada para justificar o genocídio da população polonesa de acordo com o plano nazista Generalplan Ost. No final da guerra, a propaganda nazista usou representações exageradas de crimes aliados reais ou planejados contra a Alemanha, como o bombardeio de Dresden, o massacre de Nemmersdorf, e o Plano Morgenthau para a desindustrialização da Alemanha para assustar e enfurecer os civis alemães em resistência. A última diretriz de Hitler, dada quinze dias antes de seu suicídio, proclamou as intenções pós-guerra dos “bolcheviques judeus” de ser o genocídio total do povo alemão, com os homens enviados sendo para campos de trabalho na Sibéria e as mulheres e meninas transformadas em escravas sexuais militares.

#### Guerra do Afeganistão

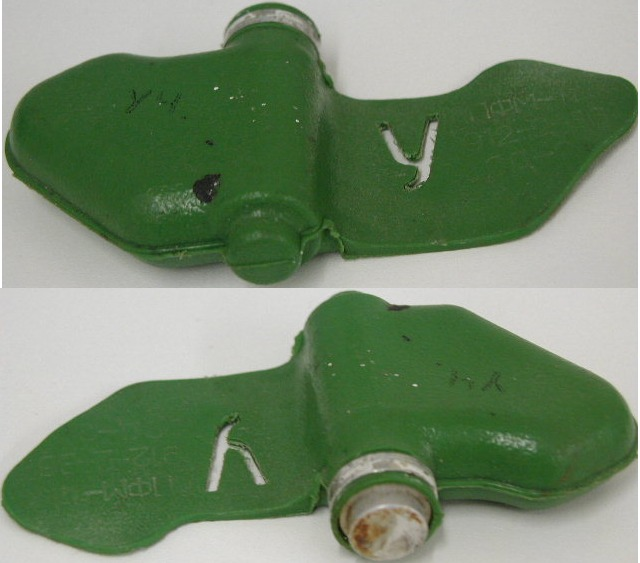
A mina PFM-1 foi alegada ter sido deliberadamente projetada para atrair crianças

De acordo com um relatório da ONU de 1985 apoiado por países ocidentais, a KGB havia deliberadamente projetado minas para parecerem brinquedos e as implantou contra crianças afegãs durante a Guerra do Afeganistão.
Jornais como o New York Times publicaram matérias denunciando a "horrível e deliberada mutilação de crianças" e notando que, embora as histórias tenham sido recebidas com ceticismo pelo público, elas foram comprovadas pelo "testemunho incontestável" de um funcionário da ONU testemunhando a existência de "brinquedos armadilhas" em forma de gaitas, rádios ou pássaros.
A história provavelmente se originou da mina PFM-1, que foi feita de plástico colorido e foi indiretamente copiada do design americano BLU-43 Dragontooth. O Centro de Coordenação de Ação Contra Minas do Afeganistão informou que as alegações "ganharam vida por razões jornalísticas óbvias", mas de outra forma não tinham base na realidade.

#### Guerras Iugoslavas
Em novembro de 1991, um fotógrafo sérvio afirmou ter visto os cadáveres de 41 crianças que teriam sido mortas por soldados croatas. A história foi publicada por meios de comunicação em todo o mundo, mas o fotógrafo mais tarde admitiu ter inventado seu relato. A história dessa atrocidade foi acusada de incitar um desejo de vingança nos rebeldes sérvios, que executaram sumariamente combatentes croatas que foram capturados perto da suposta cena do crime no dia seguinte à publicação do relatório forjado.

#### Guerra do Golfo
O Iraque invadiu o Kuwait em agosto de 1990. Em 10 de outubro de 1990, uma jovem kuwaitiana conhecida apenas como "Nayirah" pareceu diante de uma comissão do Congresso e testemunhou que presenciou o assassinato em massa de crianças quando soldados iraquianos as tiraram das incubadoras dos hospitais e as jogaram no chão para morrer. Seu testemunho tornou-se um item de destaque em jornais, rádio e TV em todos os Estados Unidos. A história acabou sendo exposta como uma invenção em dezembro de 1992, em um programa da CBC TV chamado To Sell a War. Nayirah foi revelada ser a filha do embaixador do Kuwait nos Estados Unidos, e não tinha visto as "atrocidades" que ela descreveu que acontecerem; a empresa de relações públicas Hill & Knowlton, que havia sido contratada pelo governo do Kuwait para elaborar uma campanha de relações públicas para aumentar o apoio público americano a uma guerra contra o Iraque, havia promovido fortemente seu testemunho.

### Igreja da Unificação
Em seu estudo de 190 artigos de jornal sobre ex-membros da Igreja da Unificação entre 1974 e 1977, Bromley et al. descobriram que 188 continham histórias de atrocidades e eram amplamente hostis à igreja. As atrocidades mais frequentes foram:
1. Violação psicológica da liberdade e autonomia pessoal;
2. Violações econômicas: relata que a igreja obrigou membros a vender sua propriedade privada e entregá-la à igreja;
3. Rompimento da relação pai-filho. Isso surgiu da hostilidade das famílias que haviam sido rejeitadas pelos membros da igreja;
4. Atrocidades políticas e legais, porque a igreja era dirigida por um estrangeiro.

De acordo com o sociólogo americano Kurtz, havia um elemento de verdade em muitas dessas histórias, mas essas coisas acontecem em muitas organizações e a cobertura a respeito da igreja era muito negativa.
Histórias de atrocidades serviram como justificativa para a desprogramação dos membros da Igreja da Unificação. O termo também é usado para histórias sobre outros novos movimentos e cultos religiosos.

### Século XXI

#### Guerra do Iraque
No período que antecedeu a Invasão do Iraque em 2003, surgiram notícias na imprensa no Reino Unido e nos Estados Unidos de um triturador de plástico ou de madeira no qual Saddam Hussein e Qusay Hussein colocavam os oponentes de seu governo baathista. Essas histórias atraíram a atenção mundial e impulsionaram o apoio à ação militar, em histórias com títulos como "Veja homens retalhados, depois diga que não apoia a guerra". Um ano depois, foi determinado que não havia evidências para apoiar a existência de tal máquina.
Em 2004, o ex-Sargento da Marinha Jimmy Massey afirmou que ele e outros fuzileiros navais mataram intencionalmente dezenas de civis iraquianos inocentes, incluindo uma menina de 4 anos. Suas alegações foram publicadas por organizações de notícias em todo o mundo, mas nenhum dos cinco jornalistas — que estavam com as tropas e eram aprovados pelo Pentágono — que cobriam seu batalhão disse ter visto disparos imprudentes ou indiscriminados contra civis. O St. Louis Post-Dispatch rejeitou sua alegação como "comprovadamente falsa ou exagerada".
Em julho de 2003, uma mulher iraquiana, Jumana Hanna, testemunhou que havia sido submetida a tratamento desumano por policiais baathistas durante dois anos de prisão, inclusive sendo submetida a choques elétricos e estuprada repetidamente. A história apareceu na primeira página do The Washington Post e foi apresentada ao Comitê de Relações Exteriores do Senado dos Estados Unidos pelo então vice-secretário de Defesa Paul D. Wolfowitz Em janeiro de 2005, artigos na Esquire e no The Washington Post concluíram que nenhuma de suas alegações poderia ser verificada e que seus relatos continham graves inconsistências. Seu marido, que ela alegou ter sido executado na mesma prisão onde ela foi torturada, na verdade ainda estava vivo.

#### Outros casos
Durante a Batalha de Jenin, autoridades palestinas alegaram que houve um massacre de civis no campo de refugiados, o que foi comprovado como falso por investigações internacionais subsequentes.
Durante os conflitos étnicos no sul do Quirguistão em 2010, um boato se espalhou entre os quirguizes de que homens uzbeques invadiram um dormitório feminino local e estupraram várias mulheres quirguizes. A polícia local nunca forneceu qualquer confirmação de que tal agressão ocorreu.
Durante a Primavera Árabe, a mídia líbia estava relatando atrocidades cometidas por partidários de Muammar Gaddafi, que foram obrigados a realizar "estupros com Viagra" em massa. Uma investigação posterior da Anistia Internacional não conseguiu encontrar evidências para essas alegações e, em muitos casos, as desacreditou, já que os rebeldes mentiram deliberadamente sobre as alegações.
Em julho de 2014, a emissora pública russa Channel 1 transmitiu uma reportagem afirmando que soldados ucranianos em Sloviansk crucificaram um menino de três anos em uma tábua e depois arrastaram sua mãe com um tanque, causando sua morte. O relato da única testemunha entrevistada para a reportagem não foi corroborado por mais ninguém, e outros meios de comunicação não conseguiram confirmar a história, apesar das alegações no depoimento de que muitos dos habitantes da cidade foram forçados a assistir os assassinatos. Um repórter da Novaya Gazeta também não conseguiu encontrar outras testemunhas na cidade.